# دار الكولة (النادرة)

تعديل مصدري - تعديل

دار الكولة محلة تابعة لقرية بيت القهمي، التابعة لعزلة الفجرة بمديرية النادرة إحدى مديريات محافظة إب في الجمهورية اليمنية، بلغ تعداد سكانها 20 حسب تعداد اليمن لعام 2004.